# Hesperantha brevifolia
Hesperantha brevifolia är en irisväxtart som beskrevs av Peter Goldblatt. Hesperantha brevifolia ingår i släktet Hesperantha och familjen irisväxter. Inga underarter finns listade i Catalogue of Life.